# Le Cerf et la Vigne
Le Cerf et la Vigne est la quinzième fable du livre V de Jean de La Fontaine situé dans le premier recueil des Fables de La Fontaine, édité pour la première fois en 1668.
Un cerf, à la faveur d'une vigne bien haute, 

          Et telle qu'on en voit en de certains climats,

          S'étant mis à couvert et sauvé du trépas,

Les veneurs, par ce coup, croyaient leurs chiens en faute.

          Ils les rappellent donc. Le cerf, hors de danger,

          Broute sa bienfaitrice: ingratitude extrême!

          On l'entend, on retourne, on le fait déloger:

             Il vient mourir en ce lieu même.

          J'ai mérité, dit-il, ce juste châtiment.

          Profitez-en, ingrats. Il tombe en ce moment.

          La meute en fait curée. Il lui fut inutile

          De pleurer aux veneurs à sa mort arrivés.

          Vraie image de ceux qui profanent l'asile

                Qui les a conservés. 

          

     
— Jean de La Fontaine, Fables de La Fontaine, Le Cerf et la Vigne